# A Vous Les Femmes
À vous les femmes es un álbum francés del cantante español Julio Iglesias lanzado en Francia en 1979 por CBS .

## Lista de Pistas
| N.º | Título                                                     | Escritor(es)                                                          | Duración |  |
| 1.  | «Pauvres Diables (Pobre Diablo)»                           | J. Iglesias - M. de la Calva - R. Arcusa - M. Jourdan                 | 2:58     |  |
| 2.  | «L'Amour C'Est Quoi (Preguntale)»                          | J. Iglesias - M. de la Calva - R. Arcusa - C. Lemesle                 | 4:49     |  |
| 3.  | «Les Traditions (La Nostra Buona Educazione)»              | Julio Iglesias                                                        | 3:31     |  |
| 4.  | «Je N'Ai Pas Changé (No Vengo Ni Voy)»                     | D. Ramos - J. Iglesias - C. Lemesle                                   | 3:29     |  |
| 5.  | «Moi Je T'Aime (Summer Love)»                              | Ph. Trim - M. de la Calva - R. Arcusa - R. Bernet                     | 3:19     |  |
| 6.  | «Où Est Passée Ma Bohême ? (Quièreme Mucho)»               | G. Roig - M. Jourdan                                                  | 3:52     |  |
| 7.  | «Le Mal De Toi (Voy A Perder La Cabeza Por Tu Amor)»       | M. Alejandro - A. Magdalena - J. Mercury                              | 4:31     |  |
| 8.  | «Souriez Madame (Con Una Pinta Así)»                       | J. Iglesias - J. L. Navarro - M. de la Calva - R. Arcusa - M. Jourdan | 3:31     |  |
| 9.  | «Je L'Aime Encore (Donde Estaras)»                         | M. de la Calva - R. Arcusa - M. Jourdan                               | 2:55     |  |
| 10. | «Un Jour C'Est Toi, Un Jour C'Est Moi (Give Me Your Love)» | Ph. Trim - M. de la Calva - R. Arcusa - M. Jourdan                    | 3:01     |  |

## Categorías
- Datos: Q4661003